# Стивенс, Кэй
Кэй Стивенс (англ. Kaye Stevens, урождённая Кэтрин Луиза Стивенс (Catherine Louise Stephens), 21 июля 1932 — 28 декабря 2011) — американская актриса и певица.

## Биография
Родилась в 1932 году в Питтсбурге, штат Пенсильвания, а детство и юности провела в Кливленде, штат Огайо, где уже в подростковом возрасте занялась музыкой. На киноэкранах дебютировала в 1962 году в фильме «Стажёры», а через два года появилась и в его сиквеле «Новые стажёры», роль в котором принесла ей номинацию на «Золотой глобус». В дальнейшем работала преимущественно на телевидении, где появилась в сериалах «Дни нашей жизни», «Семейное дело», «Супермальчик» и ряде других.
В 1965 году в рамках Объединённых организаций обслуживания она вместе с Бобом Хоупом выступала перед военнослужащими во Вьетнаме. Стивенс много лет прожила в городе Маргейт, штат Флорида, где занималась связями с общественностью и продвижением имиджа города. Дважды была замужем, но оба брака были бездетные и закончились разводом. Стивенс скончалась в Саммерфилде, штат Флорида от рака молочной железы. Власти Маргейта назвали в честь Стивенс городской парк.